# Александров Єфим Борисович
Александров Юхим Борисович (справжнє прізвище та ім"я — Єфіміам Зіцерман; 13 травня 1960, смт Підволочиськ, Україна) — український і російський актор, режисер єврейського походження. Заслужений артист Росії (2007).

## Життєпис
Юхим Борисович Александров народився 13 травня 1960 року в смт Підволочиську Тернопільської області, нині Україна.
Навчався у Дніпропетровському театральному училищі, на факультеті музичного театру в Державному інституті театрального мистецтва (м. Москва, нині РФ). Працював у Тернопільському обласному театрі ляльок (нині академічний обласний театр актора і ляльки).
Згодом — соліст Єврейського камерного театру, Росконцерту, артист та режисер театру музичних пародій під керівництвом В. Винокура (всі — м. Москва).
Гастролі — Австралія, Ізраїль, Канада, Німеччина, США, Україна та інші.
1992 року видав 1-й музичний альбом «А гицн паравоз». Від 1999 — ведучий та учасник телевізійних гумористичних програм. Співавтор, художній керівник і соліст музичного проекту «Пісні єврейського містечка» (2001). Лауреат російської премії «Людина року — 2001».